# ルーベン・オリバレス
ルーベン・オリバレス（Ruben Olivares、1947年1月14日 - ）は、メキシコの元プロボクサー。メキシコシティ出身。元WBA・WBC世界バンタム級統一王者。元WBA・WBC世界フェザー級王者。世界2階級制覇王者。

## 来歴
15歳の時にホルダン・ジムでボクシングを始め、アマチュアの地域大会である「グアンテス・デ・オロ」バンタム級にエントリー、準決勝で顎を骨折したにもかかわらず、決勝で2回KO勝ちして優勝。
1965年1月4日、プロデビュー戦を1RKOで飾る。デビューから26戦連続でKOを重ねる。
1967年10月14日には、ファイティング原田の実弟である牛若丸原田、1969年5月23日には1964年東京オリンピック金メダリストの桜井孝雄をもKOで退ける。
52戦51勝49KO1分の戦績を引っ提げ、1969年8月22日、ライオネル・ローズが持つWBA・WBC世界バンタム級王座に挑戦。5回KO勝利で王座を奪取する。
その後も防衛に2回成功したが、1970年10月16日、チューチョ・カスティーヨに14RKOでプロ初の敗北を喫し王座陥落。
1971年4月2日、カスティーヨと再戦。判定の末、WBA・WBC王座を奪回する。その後もKOを重ね、再びKO街道を驀進するかに思われた。
1971年10月25日、愛知県体育館での金沢和良（アベジム）との防衛戦は、日本ボクシング史上に残る「世紀の死闘」を繰り広げた。1969年1月26日に1度対戦し2Rで退けた相手だったが、13Rには右アッパーを受けてグロッギーに陥るなど大乱戦となり、14Rまでもつれ込む。最終的にはKO勝利を収めたが、この試合がオリバレスにとっての大きなターニングポイントとなる。この試合は金平正紀がプロモートした中で最高のファイトだったという。同年の日本プロボクシングで年間最高試合にも選ばれた。
1972年3月19日、ラファエル・エレラに敗れ再び王座陥落。
その後、フェザー級に転級。早いラウンドでのKO決着が少なくなる。
1974年7月9日、WBA世界フェザー級王座決定戦で歌川善介を7RKOで退け、2階級制覇を達成する。
11月23日、アレクシス・アルゲリョに13RKO負けを喫して王座陥落。
1975年6月20日、ボビー・チャコンを2RTKOで退け、WBC世界フェザー級王座を奪取する。
しかし9月20日、デビッド・コティに判定負けを喫して初防衛失敗。
1978年7月21日、エウセビオ・ペドロサの持つWBA世界フェザー級王座に再挑戦。しかしKOで敗退。
1988年3月12日、イグナシオ・マドリッドに4RTKO負けを喫し、23年間のボクサー生活にピリオドを打った。

## 通算戦績
105戦89勝79KO13敗3分